# IAI 하피
IAI 하피(Harpy)는 이스라엘의 IAI이 생산하는 자폭형 무인 항공기이다. 장착된 고폭탄 탄두로 레이더 체계를 공격하여 방공망 제압을 수행하기 위해 설계되었다. 대한민국, 인도와 중국 등에 수출되었다.

## 개요
IAI는 대한민국, 터키, 인도, 중국 등의 국가에 하피를 수출하였다. 대한민국은 이스라엘에 이어 2번째로 실전배치를 하였다.
1995년 대한민국은 1997년부터 2000년까지 2백50여억원 규모로 하피를 도입하기로 했다가, 규모를 두 배 늘려서 500억원을 들여 하피 100여대를 구입했다. 2000년 대한민국 국방부는 하피 100여기 도입에 600억원을 사용하기로 확정했다.
1994년 중화인민공화국은 5천 5백만 달러 규모로 하피를 도입하였다가 2004년 업그레이드를 목적으로 이스라엘에 반환되었다. 그러나 미국은 이스라엘에 반환된 하피 무인기의 압류 및 거래 취소를 요구하였다. 결국 2005년 이스라엘은 업그레이드를 하지 않고 중국에 하피를 반납하였다. 이로 인해 미국과 이스라엘의 관계가 냉각되었다.
대한민국 공군은 1999년에 운영대대를 대한민국 8 전투비행단에 창설해서 2001년 1월까지 120대 도입을 완료했다.

## 같이 보기
- 하피2